# 薬物治療
薬物治療（やくぶつちりょう、英語: pharmacotherapy）とは、薬を使用して行う医学的な治療のことである。

## 概要
医学的に行われる治療には、手術や心理療法などの様々な治療があるが、そのなかで薬物を患者に投与する治療を総称して薬物治療とよぶ。薬物を患者に投与することで、病気の治癒、または患者のQOL（クオリティ・オブ・ライフ）の改善を目指す治療である。殺細胞作用を持つ物質を使用する、主として癌に対して行う薬物治療を特に化学療法（chemotherapy）と呼ぶ。

## プロトコルに基づく薬物治療管理
2010年、医師以外の医療スタッフが実施可能な業務内容が整理された、厚生労働省医政局長通知「医療スタッフの協働・連携によるチーム医療の推進について（医政発0430第1号）」により発出された概念で、英語のProtocol-Based Pharmacotherapy Managementを略してPBPMと呼ばれる。
日本におけるPBPMの開始以前に、欧米でCollaborative Drug Therapy Management; CDTMという呼称での取り組みが実践され、米国では医療過疎地域での医療提供を、英国では医師不足解消を目指したが、日本では薬剤師による薬の処方や検査のオーダーなどが認められないため、欧米の制度をそのまま導入するのは極めて困難である。
日本病院薬剤師会の推奨するPBPMは、2016年に
- 医師・薬剤師等が事前に作成・合意したプロトコールに基づき
- 薬剤師が薬学的知識・技能の活用により
- 医師等と協働して薬物治療を遂行すること

と定義している。

「疑義照会簡素化プロトコール」が、一対一の医療機関と薬局、地域の基幹病院と複数の薬局、地域の複数基幹病院と地域薬剤師会など、さまざまな組み合わせで生まれ、運用が開始された。「疑義照会の効率化プロトコル」と呼ばれる場合もある。
薬物治療管理の一環として、調剤上の形式的な変更に伴う疑義照会を簡素化し、患者への薬学的ケアの充実と処方医や保険薬局での業務負担を軽減を図る目的で運用されている。参画を希望する場合は合意書を交わすことを必須条件としている例もある。

### 実施例
- 2016年4月、京都桂病院は、慢性閉塞性肺疾患（COPD）の吸入療法に導入。薬剤師がCOPD患者一人ひとりに最適な吸入デバイスを、プロトコルに沿って選択・決定する[7]。
- 大阪市の基幹病院5施設と、天王寺区薬剤師会は、成分名が同一の銘柄変更、剤形の変更、別規格がある場合の規格変更―など7項目について疑義照会を省略可能としていて、このうち、成分名が同一の銘柄変更は、併売品の変更に対応したもので、多くの地域が省略可能な項目にしている[3]。

併売品とは、異なる製薬会社が同一成分の薬剤を異なる商品名で販売したり、同じ商品名を異なる製薬会社が並行して販売すること。
例：DPP-4阻害剤シタグリプチンリン酸塩水和物の「ジャヌビア」と「グラクティブ」。